# Ungdoms-VM i håndbold (kvinder)
 For alternative betydninger, se Ungdoms-VM i håndbold. (Se også artikler, som begynder med Ungdoms-VM i håndbold)
Ungdomsverdensmesterskabet i håndbold for kvinder er verdensmesterskabet for kvindelige U/18-håndboldlandshold. Mesterskabet afholdes hvert andet år og blev afviklet første gang i 2006.

## Udgaver gennem tiden
| VM   | Værtsland         | Guld                                | Sølv                                | Bronze                              | Danmarks plac.                      | Eksternt link                       |
| ---- | ----------------- | ----------------------------------- | ----------------------------------- | ----------------------------------- | ----------------------------------- | ----------------------------------- |
| 2006 | Canada            | Danmark                             | Sydkorea                            | Rumænien                            | Nr. 1                               | IHF – Canada 2006                   |
| 2008 | Slovakiet         | Rusland                             | Serbien                             | Danmark                             | Nr. 3                               | IHF – Slovakiet 2008                |
| 2010 | Dominikanske Rep. | Sverige                             | Norge                               | Holland                             | Nr. 6                               |                                     |
| 2012 | Montenegro        | Danmark                             | Rusland                             | Norge                               | Nr. 1                               |                                     |
| 2014 | Makedonien        | Rumænien                            | Tyskland                            | Danmark                             | Nr. 3                               | IHF - Makedonien 2014               |
| 2016 | Slovakiet         | Rusland                             | Danmark                             | Sydkorea                            | Nr. 2                               |                                     |
| 2018 | Polen             | Rusland                             | Ungarn                              | Sydkorea                            | Nr. 6                               | IHF - Polen 2018                    |
| 2020 | Kroatien          | Aflyst grundet coronaviruspandemien | Aflyst grundet coronaviruspandemien | Aflyst grundet coronaviruspandemien | Aflyst grundet coronaviruspandemien | Aflyst grundet coronaviruspandemien |
| 2022 | Nordmakedonien    | Sydkorea                            | Danmark                             | Ungarn                              | Nr. 2                               | Nordmakedonien 2022                 |

## Udnævnelser
| VM   | Navn                 | Mål |
| ---- | -------------------- | --- |
| 2010 | Lois Abbingh         | 56  |
| 2012 | Irina Alexandrova    | 62  |
| 2014 | Yu So-jeong          | 81  |
| 2016 | Bernadett Hornyák    | 78  |
| 2018 | Nikita van der Vliet | 64  |
| 2022 | Julie Scaglione      | 62  |

| VM   | Navn                 |
| ---- | -------------------- |
| 2010 | Carin Strömberg      |
| 2012 | Anna Vyakhireva      |
| 2014 | Emily Bölk           |
| 2016 | Karina Sabirova      |
| 2018 | Elena Mikhaylichenko |
| 2022 | Kim Mi-seo           |